# Castelo de Marialva
O Castelo de Marialva, na Beira Alta, localiza-se na Vila e Freguesia de Marialva, Município de Mêda, Distrito da Guarda, em Portugal.
No topo de um penedo granítico, em posição dominante sobre a vila e a planície cortada pela antiga estrada romana, encontra-se estrategicamente colocado na região fronteiriça do rio Côa (Ribacôa). Verdadeiro complexo medieval, suas raízes mergulham no passado histórico de Portugal, ligando-se ao trágico destino dos Távoras.
O Castelo de Marialva está classificado como Monumento Nacional desde 1978.

## História

### Antecedentes
Embora carecendo de maiores estudos acredita-se que a primitiva ocupação humana deste sítio remonte a um castro dos Aravaros, uma das várias tribos em que se dividiam os Lusitanos (não confundir com Ávaros, povo que só viria a surgir na Era Cristã e nunca pisou solo português). Após a Invasão romana da Península Ibérica, sob o reinado dos imperadores Adriano e Trajano novas obras terão ampliado a povoação que se constituiu em cidade, denominada nos primeiros séculos da Era Cristã como Civitas Aravorum. Dominando a antiga estrada romana que ligava Celorico da Beira ao Douro, a urbe se espraiava das faldas da elevação à planície circundante, conforme o testemunho de restos de construções e da documentação epigráfica resgatadas arqueológicamente do subsolo da Devesa.
Ocupada sucessivamente por Visigodos (que a denominaram como Castro de São Justo), e por Muçulmanos, a povoação entrou em decadência nos séculos seguintes.
À época da Reconquista cristã da península, foi tomada aos mouros por Fernando Magno (1063), admitindo-se que existisse uma fortificação à época.

### O castelo medieval
D. Afonso Henriques (1112-1185) encontrou a povoação abandonada. Para incentivar o seu repovoamento e defesa, passou-lhe Carta de Foral, garantindo privilégios não só aqueles que por iniciativa régia ali se estabeleciam na ocasião, mas a todos os que assim o fizessem no futuro. Embora esse documento não apresente data, acredita-se que tenha sido passado posteriormente a 1158, admitindo-se a data de (1179). Acredita-se que a primitiva feição de seu castelo remonte a esta fase, a partir da observação das características construtivas do aparelho da muralha e de uma das torres.
Na transição para o século XIII, o rei D. Sancho I (1185-1211) prosseguiu as obras de edificação do castelo, ampliando-lhe os muros que passaram a envolver a vila. O seu filho e sucessor, D. Afonso II (1211-1223), confirmou-lhe o foral (1217).
Em 1296 D. Dinis (1279-1325) partiu de Castelo Rodrigo à invasão de Castela, reivindicando as terras além do Côa, que efetivamente vieram a ser incorporadas a Portugal pelo Tratado de Alcanizes (1297). Nesse contexto, Marialva incluía-se no rol das povoações atendidas por aquele monarca, e assim lhe foi procedida a reconstrução do castelo. Este soberano instituiu, em 1286, a feira mensal de três dias, oferecendo privilégios a quem ali praticasse o comércio, visando o mesmo objetivo de incentivo ao povoamento. À época, a vila já se espalhava extramuros, na direção Norte.
Quando da crise de 1383-1385, Marialva e seu castelo tomaram o partido do Mestre de Avis.
No século XV, D. Afonso V (1438-1481) concedeu-lhe o título de condado tendo D. Vasco Fernandes Coutinho recebido o título de conde de Marialva (1440).
No século XVI várias intervenções foram promovidas: por D. Manuel I (1495-1521), que passou o Foral Novo à vila (1515), pelo Infante D. Fernando (irmão de D. João III (1521-1557) e marido de D. Guiomar Coutinho, filha do último conde de Marialva), e por D. Sebastião ainda sob a regência de D. Catarina d'Áustria (1557-1562). Desta última intervenção é testemunha a data de 1559, inscrita na muralha.

### A época da Restauração
À época da Restauração da independência portuguesa, o antigo castelo sofreu nova campanha de obras, quando um baluarte foi adossado aos muros. Nesse período, D. Afonso VI (1656-1667) elevou a vila à condição de marquesado, cujo título foi concedido a António Luís de Meneses, nomeado conde de Cantanhede em reconhecimento pelos serviços prestados na Guerra da Restauração, em particular em Elvas e em Montes Claros.

### Os Távoras e a decadência
As "Memórias Paroquiais de 1758" referem que, no início do século XVIII, as muralhas, as quatro torres e as quatro portas, se encontravam em perfeito estado. Entretanto, na segunda metade do mesmo século a situação se inverteu: a tentativa de regicídio contra D. José I (1750-1777), em 1758, causou profundas repercussões na vila de Marialva, uma vez que era seu alcaide à época, o marquês de Távora, um dos principais implicados no atentado. A partir do sentenciamento da família em Lisboa, no ano seguinte, a população da vila passou a abandoná-la, resumindo-se os seus moradores à área extramuros dos arrabaldes a Oeste e da Devesa, no sopé da encosta a Sul hoje o local mais desenvolvido de Marialva.

### A recuperação do monumento
Apenas no final do século XX é que este conjunto arquitetónico despertou o interesse público, tendo sido classificado como Monumento Nacional através do Decreto de 12 de Setembro de 1978. A formalização de um protocolo entre o IPPC e a Câmara Municipal de Meda (1986), possibilitou a realização de obras de recuperação e beneficiação no conjunto monumental.
Em outubro de 2023, a Câmara Municipal de Mêda assumiu a gestão do Castelo de Marialva.

## Características

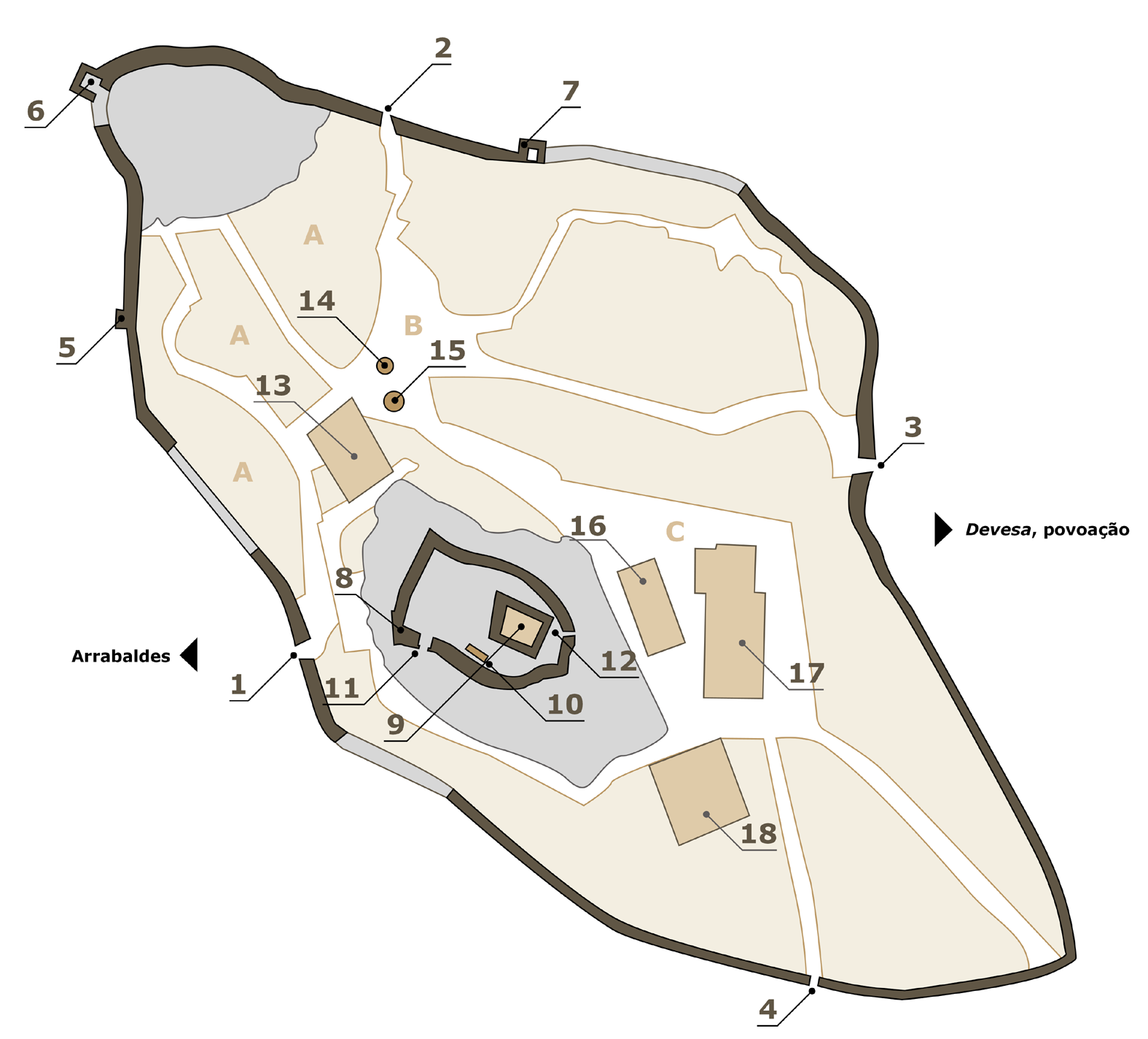
Castelo de Marialva, Portugal: Representação esquemática da zona intramuros.

O conjunto, atualmente bastante arruinado, foi estruturado em função do dispositivo militar, compreende dois núcleos amuralhados:
- a cidadela, pólo militar situado na cota mais elevada do terreno, integrada pela torre de menagem, três torres defensivas e que se comunica com a vila por duas portas;
- o núcleo civil ou urbano, no qual se identificam dois pólos distintos: o administrativo, que compreende o pelourinho e a antiga Casa da Câmara, o Tribunal e a Cadeia; e o religioso, integrado por duas igrejas e um cemitério.

### Muralha
A ampla muralha do castelo, em alvenaria de granito (abundante na região) compreendia o recinto urbano medieval (a antiga vila ou burgo) e apresenta planta ovalada irregular orgânica (adaptando-se à conformação do terreno). Nela se inserem quatro portas que estabelecem a comunicação com o exterior:
1. Porta do Anjo da Guarda - em arco quebrado encimada por abóbada de berço quebrado, comunicando com a malha urbana extramuros.
2. Porta do Monte ou Porta da Forca - em arco quebrado pelo interior e arco-pleno pelo exterior, encimada por abóbada de berço quebrado, comunicando com a zona mais elevada.
3. Porta de Santa Maria - em arco-pleno encimada por abóbada de berço, comunicando com a Devesa.
4. Postigo - em arco-pleno encimada por abóbada de berço.
No século XIV a muralha foi reforçada por três torres de planta quadrangular:
5. Torre do Relógio - apresenta três pavimentos, abrindo-se duas portas e uma janela no segundo. É coroada com ameias em forma de pentágono.
6. Torre do Monte - atualmente em ruínas.
7. Torre dos Namorados ou Torre da Relação - onde se inscreve um poço-cisterna com formato circular.
Em alguns trechos da muralha ainda são visíveis os adarves e as suas escadarias de acesso.

### Cidadela
Dominando a cota mais elevada do terreno, constitui-se no coração da defesa, integrada pelas seguintes estruturas:
8. Cerca - muralhamento reforçado em alvenaria de pedra granítica, com planta irregular orgânica (adaptando-se à conformação do terreno), remonta ao século XVI.
9. Torre de Menagem - dominando toda a estrutura defensiva e a povoação, apresenta planta em formato trapezoidal, remontando ao século XIII, coroada por ameias.
10. Cisterna - em tijolo forrado de argamassa, remonta ao século XVI e encontra-se atualmente em ruínas.
A comunicação da Cidadela com a zona exterior efetua-se através de duas portas:
11. Porta da Cidadela - em arco-quebrado.
12. Postigo.

### Edifícios e demais estruturas

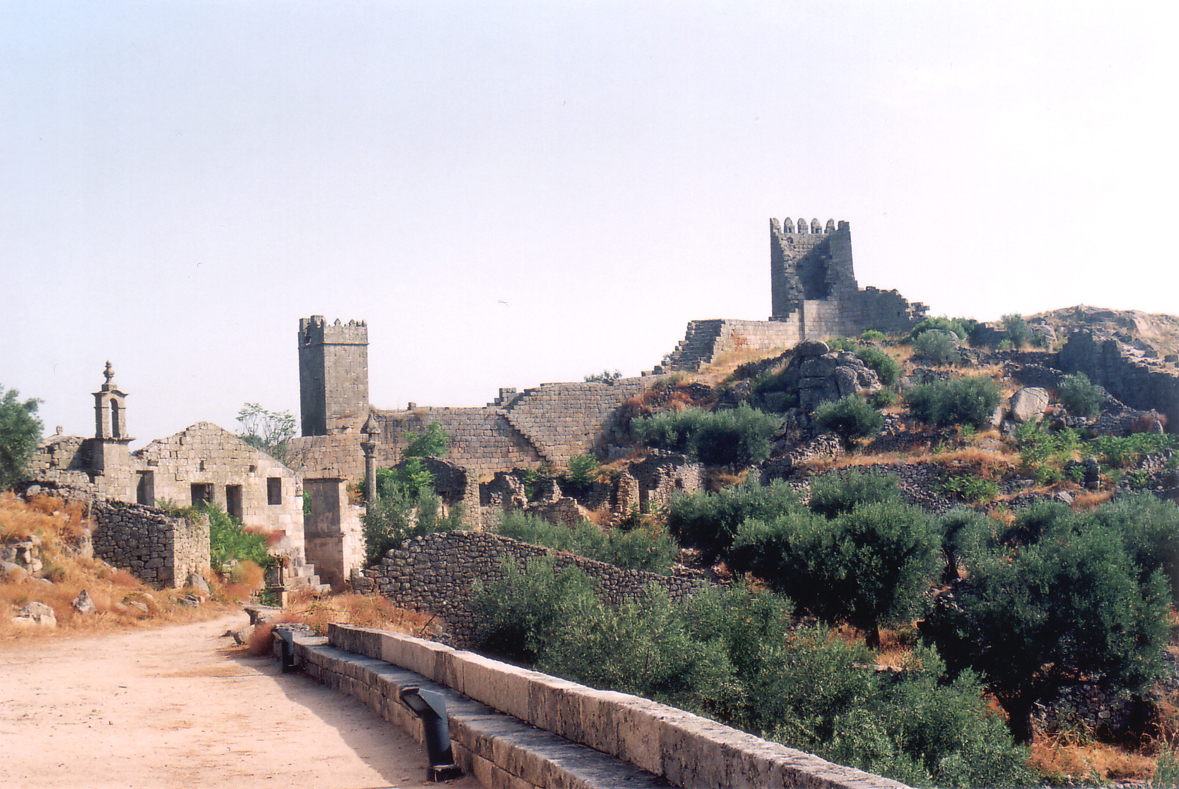
Vista da antiga vila de Marialva para as ruínas do castelo e da antiga Casa da Câmara à esquerda

A zona urbana compreendida no interior das muralhas (A, ruínas) foi vítima do tempo e do abandono, mas ainda se podem percorrer os caminhos revestidos a calçada portuguesa, especialmente na zona da Praça (B, centro de convergência) onde se formam padrões quadrangulares e triangulares a granito. Neste espaço podem ainda ser observadas conjuntos de ruínas e outros edifícios mais recentes, destacando-se:
13. Antiga Casa da Câmara, Tribunal e Cadeia - possivelmente remontando ao século XVII terá ainda funcionado como escola nos séculos XIX e XX. Apresenta planta retangular irregular e dois pavimentos, com dois compartimentos interiores cada. Na fachada principal surge o corpo da sineta e uma escada de acesso ao segundo piso. Possui ainda um escudo com as Armas de Portugal.
14. Poço-cisterna
15. Pelourinho - possivelmente do século XVI com características manuelinas, ergue-se num plano ligeiramente inclinado e está assente em quatro degraus de forma octogonal. A coluna é de fuste liso e rematada por um capitel em forma de pirâmide invertida, também de secção octogonal. O conjunto é coroado com outra pirâmide octogonal com uma esfera esguia no topo e que é separada da pirâmide inferior por uma pequena coluna central fina e apoios de ferro (estes colocados pela DGEMN para reforço).
As duas igrejas estão assentes numa plataforma horizontal (C):
16. Igreja da Misericórdia ou Igreja do Senhor dos Passos - possivelmente do século XVII em estilo maneirista de inspiração clássica. Apresenta uma planta retangular simples e um portal de linhas retas na fachada principal, rematado por um frontão em que se insere um nicho com abóbada de concha e volutas laterais. No interior encontra-se um retábulo em talha dourada e policromada que deverá ter sido introduzido no século XVIII.
17. Igreja de Santiago - edificada em 1585, apresenta características manuelinas e barrocas, constituída por uma nave retangular única de cobertura em abóbada de berço, uma capela-mor totalmente revestida a talha sem pintura e sacristia anexada. A fachada principal é composta por um portal em arco pleno com remate de linhas entrelaçadas e com moldura em conjunto de duas arquivoltas que se prolongam para as laterais da entrada em dois colunelos.
18. Cemitério - estrutura mais recente, do século XIX.